# Diamond Only
《Diamond Only》是日本女子組合E-girls的第8张单曲，於2014年2月26日由rhythm zone发售。

## 概要
- A面曲《Diamond Only》是日本電視台電視劇《戀文日和》的主題曲，亦是品牌《Samantha Vega×Honey Bunch〜Disney New Collection〜》的電視廣告歌曲。
- 與前作不同，E-girls全員均有選拔並參與。
- 此單曲有2個版本，分別有「CD+DVD」和「CD ONLY」。「CD+DVD」收錄了《Diamond Only》的Music Video。
- 在3月10日於公信榜单曲週排行榜取得第2位。

## 選抜成员

### Diamond Only
- 螢光字為主唱
  - Dream：Shizuka、Aya、Ami、Erie
  - Happiness：SAYAKA、楓、藤井夏戀、MIYUU、YURINO、杉枝真結、川本璃、須田安娜
  - Flower：藤井萩花、重留真波、中島美央、鷲尾伶菜、武藤千春、市來杏香、坂東希、佐藤晴美
  - EGD：武部柚那、武田杏香、萩尾美聖、稲垣莉生、石井杏奈、山口乃乃華、生田梨沙、中嶋桃花、渡邉真梨奈

- 上一首單曲《轉啊轉》的選拔成員全部入選了本次的選拔成員。而第一次入選選拔組有EGD的渡邉真梨奈。
- Aya、Erie、MIYUU、杉枝真結、川本璃、武藤千春、市來杏香、萩尾美聖、稲垣莉生、中嶋桃花繼《滿懷歉意的Kissing You》後重回選拔組
- Aya繼《THE NEVER ENDING STORY ～告訴你一個小秘密～》後再選拔為主唱。
- 水野繪梨奈因已離隊而沒有在選拔名單上。

### GO LADY!!
- 主唱: Aya、Erie、武藤千春、市來杏香

## 收錄内容

### CD
1. Diamond Only
（作詞：藤林聖子、作曲・編曲：Erik Lidbom・Albi Albertsson）
2. GO LADY!!
（作詞：岡田マリア、作曲・編曲：CLARABELL）
3. Diamond Only (Instrumental)
4. GO LADY!! (Instrumental)

### DVD
1. Diamond Only（Music Clip）